# Arsenura aurantiaca
Arsenura aurantiaca är en fjärilsart som beskrevs av Lemaire 1976. Arsenura aurantiaca ingår i släktet Arsenura och familjen påfågelsspinnare. Inga underarter finns listade i Catalogue of Life.